# Aphistogoniulus hova
Aphistogoniulus hova är en mångfotingart som först beskrevs av Henri Saussure och Leo Zehntner 1897.  Aphistogoniulus hova ingår i släktet Aphistogoniulus och familjen Pachybolidae. Inga underarter finns listade i Catalogue of Life.